# 614 TCN
614 TCN là một năm trong lịch La Mã.